# أحمد عبد الحسين الخباز
أحمد عبد الحسين الخباز (ولد في 10 أكتوبر 1962 في المنامة، البحرين) نقابي بحريني.

## النشأة والتعليم
ولد الخباز في 10 أكتوبر 1962.
نال شهادة الثانوية تخصص دبلوم صناعة - قسم الآلات في عام 1980. نال دبلوم المركز الدولي للتدريب (منظمة العمل الدولية) عن تطوير الأنشطة الاجتماعية - اقتصادية من قبل النقابات في عام 1998.

## المسيرة المهنية
عمل متدرب بشركة نفط البحرين (بابكو) في عام 1980. ثم ترقى إلى فني أجهزة ميكانيكية في عام 1983. ثم نقل إلى وظيفة فني أجهزة دقيقة في عام 1991. ترقى إلى فني أول أجهزة دقيقة في عام 2003.
انتخب ممثل للعمال بشركة نفط البحرين (بابكو) من 1995 إلى 2000. ثم انتخب رئيس لجنة التثقيف والإعلام باللجنة العامة لعمال البحرين من 1998 إلى 2001. ثم انتخب رئيس لجنة التثقيف والإعلام بالاتحاد العام لعمال البحرين من 2001 إلى 2004. ثم انتخب الأمين العام المساعد للثقافة العمالية بالاتحاد العام لنقابات عمال البحرين ومسئول مركز الثقافة العمالية في عام 2004.
في 30 أبريل 2005 انتقل الخباز إلى وزارة العمل. في 21 أغسطس 2006 أصدر وزير العمل مجيد العلوي قرار بتعيين الخباز رئيسا لقسم التفتيش العمالي في وزارة العمل. أحيل إلى التقاعد في عام 2007.
يعتبر الخباز محاضر نقابي في مركز الثقافة العمالية بالاتحاد العام لنقابات عمال البحرين والمعهد العربي والاتحاد الدولي لنقابات العمال العرب. كما يشغل عضوية المجلس الأعلى للتدريب المهني واللجنة الوطنية للتدريب والتوظيف واللجنة المشتركة بشأن إعداد قانون العمل الأهلي واللجنة الفرعية (عن البطالة) ولجنة تفعيل مبادئ ميثاق العمل الوطني واللجنة الخاصة باتفاق التجارة الحرة بين مملكة البحرين والولايات المتحدة ومجلس إدارة المجلس النوعي للتدريب المهني في قطاع المقاولات الإنشائية.